# Kranke Geschäfte
Kranke Geschäfte ist ein deutsch-tschechischer Fernsehfilm, der auf realen Vorgängen zu Zeiten der DDR basiert. Regie führte Urs Egger, das Drehbuch schrieb Johannes W. Betz nach einer Idee und Recherche von Franziska An der Gassen. Hintergrund der Geschichte sind Medikamentenstudien, die von westlichen Pharmafirmen mit DDR-Bürgern als Probanden gegen erhebliche Devisen-Zahlungen an den DDR-Staat durchgeführt wurden.
Seine Premiere hatte der Film beim Filmfest Hamburg 2019, die Erstausstrahlung im ZDF war im September 2020.

## Handlung
Armin Glaser ist ein engagierter Stasi-Mitarbeiter, der auch 1988 noch fest an den sozialistischen Staat glaubt. Man sieht, wie er einen vermeintlichen Staatsfeind ins Gefängnis bringt, weil dieser öffentlich Wolf-Biermann-Lieder gesungen hatte. Armin genießt als Stasi-Mitarbeiter Privilegien: ein Auto, eine große, neue Wohnung, und bessere Krankenbehandlung.
Armins Tochter Kati kommt mit unklaren Symptomen ins Krankenhaus. Die Diagnose lautet Multiple Sklerose, und die Krankheit macht sich bereits durch ernste Lähmungserscheinungen bemerkbar. Der Offizier kommt dahinter, dass sie im Rahmen einer von westlichen Pharmafirmen betriebenen Medikamentenstudie nur mit Placebos behandelt wird. Kati liegt zusammen mit einer anderen Patientin in einem Zimmer. Der geht es aufgrund der neuen, noch nicht zugelassenen Medikamente wesentlich besser.
Armin will seiner Tochter helfen und übt Druck auf die Klinik aus. Dabei gerät er in Konflikt mit seinen Vorgesetzten. Es wird klar, dass die Medikamentenstudien von höchster Stelle genehmigt wurden, weil man Devisen braucht, und auch weil sich beteiligte Personen bereichern. Armin wird in den Innendienst versetzt und landet schließlich sogar im Gefängnis.
Parallel wird die Geschichte aus Sicht eines (fiktiven) kleineren westlichen Pharmaunternehmens erzählt. Unter Konkurrenz- und Marktdruck sieht sich dessen Vorstand gezwungen, die Studien für neue, riskante Medikamente ohne korrekte Aufklärung durchzuführen. Fehlschläge werden geheim gehalten. Das klappte bisher gut, in einer offensichtlich schon jahrzehntelangen diskreten Zusammenarbeit mit Ärzten und Kliniken in der DDR.
Am Ende bleibt vieles offen: 1989 ermöglicht die Wende neue Behandlungsperspektiven für Kati in einer westdeutschen Spezialklinik. Armin kommt aus dem Gefängnis und wird als Ex-Stasi-Mitarbeiter angefeindet. Das getestete Medikament ist zwar wirksam, aber noch längst nicht marktreif. Die letzten Bilder zeigen, wie 1992 dann eben in Bulgarien neue Vereinbarungen zu Studien mit einer Klinik getroffen werden.

## Produktion
Der Film ist der letzte Film von Urs Egger. Er wurde 2019 in Prag und Umgebung, gefördert vom Tschechischen Filmfonds, gedreht.

## Rezeption
Der Film fand schon vor Ausstrahlung viel Beachtung in der Tagespresse. Die Frankfurter Allgemeine Zeitung lobt den sorgfältig recherchierten Fernsehfilm, auch weil er nicht „skandalisiert“. Während die Tageszeitung (taz) kritisch anmerkt, dass er wenig Raum lässt für eine „differenzierte Betrachtung“ und ihm eine zersetzende Wirkung im Hinblick auf die DDR bescheinigt, lobt auch sie wie in anderen Besprechungen die brillanten Schauspielerleistungen und das Casting. Auf ganzer Linie positiv urteilt auch die Stuttgarter Zeitung: Das hervorragende Drehbuch, die verdichtete Geschichte, die ohne Helden auskommt und die musikalischen Anspielungen an die 1980er Jahre durch die Filmmusik von der bereits häufig für das ZDF tätigen Ina Siefert und natürlich die damals populäre Musik von Depeche Mode vom Walkman.
Die Berliner Zeitung dagegen ist weder inhaltlich noch künstlerisch überzeugt: Der Film beinhalte Vorwürfe, die durch Untersuchungen bereits 2016 geklärt worden seien und das Drehbuch sei schwach, da könnten die Schauspieler spielen, so gut sie wollten.
Der Film erreichte bei Erstausstrahlung im September 2020 im ZDF 3,78 Millionen Zuschauer.

## Auszeichnungen
Nominierung für den Hamburger Produzentenpreis für deutsche Fernsehproduktionen (2019)
Am 13. November 2021 wurde Franziska An der Gassen für Kranke Geschäfte mit dem Produzentenpreis der Deutschen Akademie für Fernsehen ausgezeichnet.